# 山根定吉
山根 定吉（やまね さだきち、1890年（明治23年）6月18日 - 1989年（平成元年）12月3日）は、大日本帝国陸軍獣医。最終階級は陸軍獣医中将。戦後は日本動物薬事協会理事長に就任した。山根卓二は二男。

## 経歴
島根県出身。盛岡高等農林学校卒業。1912年（大正元年）10月28日に陸軍三等獣医に任官され、1915年（大正4年）12月に陸軍二等獣医に、1920年（大正9年）5月に陸軍一等獣医にそれぞれ進級し、同年9月時点で輜重兵第1大隊附の任にあった。1923年（大正12年）9月時点で陸軍省軍務局課員兼陸軍衛生材料廠廠廠員に転じ、1924年（大正13年）12月に陸軍獣医学校附兼陸軍省軍務局課員軍馬補充部部員に転補された。1928年（昭和3年）3月、陸軍三等獣医正進級と同時にフランス駐在となり、帰国後の1931年（昭和6年）3月に陸軍獣医学校教官兼同校病馬廠廠員に就任した。1932年（昭和7年）8月に陸軍二等獣医正に進級し、1934年（昭和9年）8月に第5師団獣医部長に就任した。
1936年（昭和11年）8月1日、陸軍一等獣医正進級と同時に第12師団獣医部長に着任した。1939年（昭和14年）8月に第11軍獣医部長に転じて日中戦争に出動し、1940年（昭和15年）8月に陸軍獣医少将に進級した。1941年（昭和16年）1月に支那派遣軍獣医部長に転補され、1945年（昭和20年）4月7日に第2総軍獣医部長に就任し、同年4月30日に陸軍獣医中将に進級し、終戦を迎えた。

### 戦後
戦後は大平製薬株式会社研究部長に就任した他、日本動物薬事協会専務理事、同理事長を歴任し、理事長には1976年（昭和51年）6月まで在任した。他に1956年（昭和31年）2月に偕行社理事に選出され、1958年（昭和33年）4月には陸軍獣医将校の親睦団体である紫陽会の副会長に同会幹事長であった山根が選出された。1962年（昭和37年）4月に副会長を退任したが、1966年（昭和41年）に会長の吉村市郎が死去したことにより、後任の会長に就任した。学術会では1972年（昭和47年）6月に発足した日本獣医史学研究会の陸軍獣医史学部会長に就任した。
1989年（平成元年）12月3日に東京都武蔵野市の病院で肺炎により死去した。